# Erie SeaWolves
Erie SeaWolves (Deutsch: Erie SeeWölfe) ist ein US-amerikanisches Baseball-Team aus Erie in Pennsylvania. Es ist eine mit den Detroit Tigers verbundene AA-Minor-League-Mannschaft und spielt seit seiner Gründung in der Western Division der Eastern League. Heimstadion ist der 6000 Zuschauer fassende Jerry Uht Park.